# Archéparchie d'Erbil des Chaldéens
L'archéparchie d'Erbil des Chaldéens est une juridiction ecclésiastique de l'Église catholique destinée aux fidèles orientaux de l'Église catholique chaldéenne, une des Églises catholiques orientales, se trouvant au Kurdistan. Elle a été créée en mars 1968. En 2015, l'archéparchie comptait quelque 30 000 fidèles et était desservie par six prêtres.

## Histoire et organisation

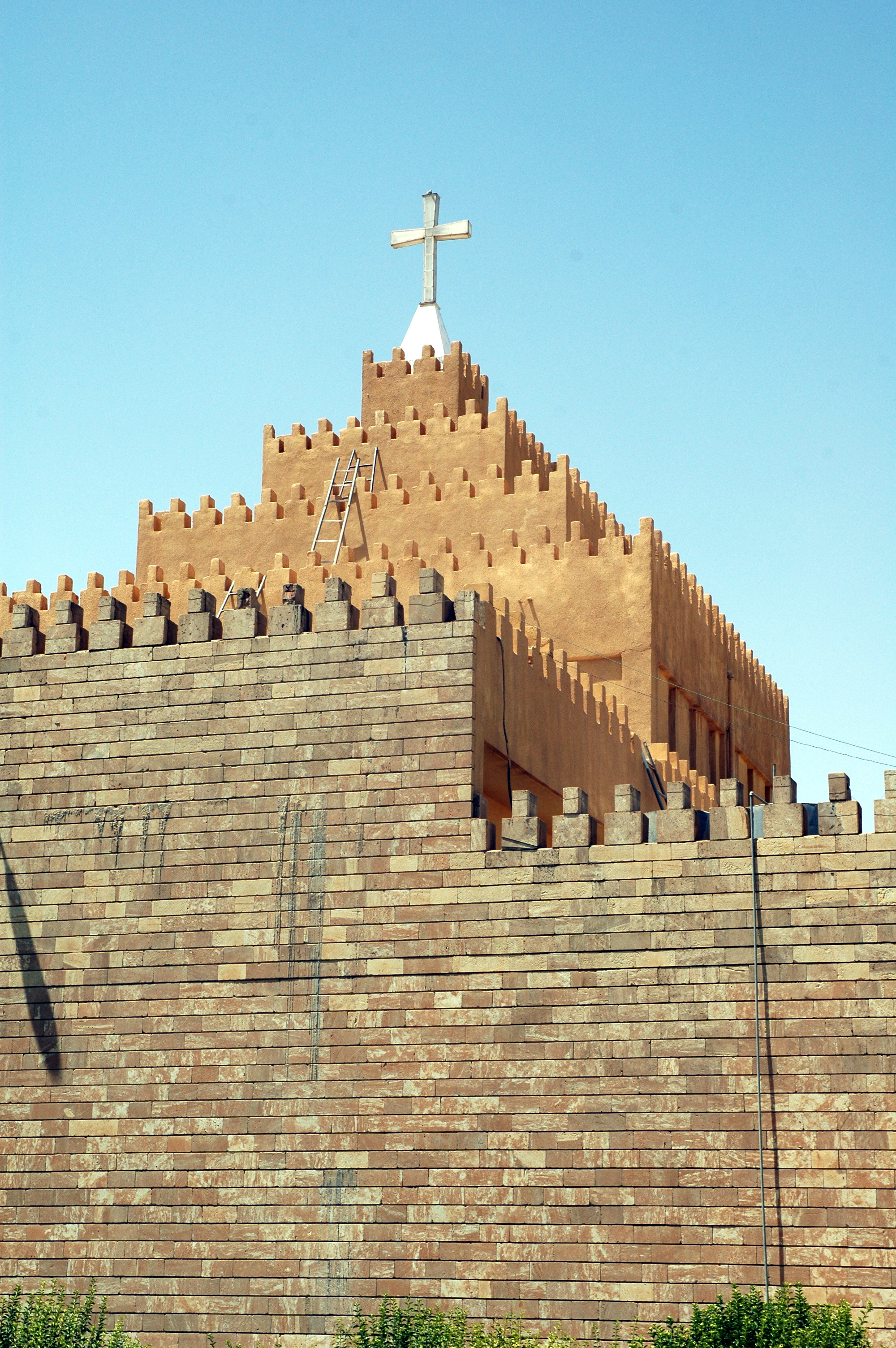
Cathédrale catholique chaldéenne de Saint-Joseph à Ankawa, dans la banlieue de Erbil au Kurdistan irakien.

Erbil est l'ancien siège métropolitain d'Adiabène : vers le XIIIe siècle, elle a perdu son siège métropolitain en faveur de Mossoul.
L'augmentation de la population catholique au cours du XXe siècle a contribué à faire restaurer l'archéparchie le 7 mars 1968 par Paul VI.

## Territoire
L'archéparchie comprend la ville et le territoire d'Erbil. À Ankawa (en), banlieue d'Erbil, se trouve la cathédrale Saint-Joseph d'Ankawa. Le territoire est divisé en sept paroisses.

## Liste des archéparques
- Stéphane Babaca (de) (Babeka) † (1969 - 1994)
- Hanna Markho † (1994 - 1996)
- Jacques Ishaq (de) (1997 - 1999)
- Yacoub Denha Scher † (2001 - 2005)

Vacance du siège (2005-2010)
- Bashar Matti Warda, C.Ss.R., depuis le 24 mai 2010